# Papavnitsa
Papavnitsa (en macédonien Папавница) est un ancien village du sud-est de la Macédoine du Nord, situé dans la municipalité de Radovich. Le village ne comptait aucun habitant en 2002.